# Amphinemura sumatrensis
Amphinemura sumatrensis is een steenvlieg uit de familie beeksteenvliegen (Nemouridae). De wetenschappelijke naam van de soort is voor het eerst geldig gepubliceerd in 1930 door Navás.